# Шубин, Семён Иванович
Семён Иванович Шубин  (ум. 24 октября 1812, Смоленск) — герой войны 1812 года, дворянин Духовщинского уезда Смоленской губернии, владелец небольшого имения Савино, коллежский асессор, отставной майор.

## Биография
«Защищая по возможности свои и соседственные селения от неприятельских мародёров», с помощью драгун Шубин взял в плен 21 солдата неприятельской армии. 

Шубин был схвачен французскими оккупантами, доставлен в Смоленск и 24 октября 1812 г. расстрелян за Свирской заставой.
«С. И. Шубин, небогатый помещик, владевший всего 14 душами крепостных и не имевший возможности по недостатку средств выехать из своего имения, совершенно разорённого французами, образовал партизанский отряд частью из своих людей, частью из оставшихся в ближайших деревнях крестьян, и, предводительствуя ими, наносил сильный урон неприятелю, преследуя, в особенности, мародёров, рыскавших в большом числе в окрестностях большой дороги из Смоленска в Духовщину. Узнав, что в ближайшей деревне, Гаврилове, расположился вооружённый отряд, из 23 человек, он выпросил у майора одного из драгунских полков, прибывшего из города Белого в деревню Зимицы команду, и с нею напал на врага. После довольно продолжительной стычки 21 человек были взяты в плен, а двое убежали в Смоленск, где и сообщили своему начальству о происшедшем. На следующий день французы выслали большой отряд, которому и удалось захватить Шубина, не ожидавшего возвращения неприятеля и поэтому отпустившего драгун. В Смоленске Шубина посадили в Спасскую церковь, которая была обращена в тюрьму, и предъявили обвинение в том, что он возбуждал крестьян к ведению партизанской войны и убеждал французских солдат переходить в казаки. Для прекращения этого обвинения ему предложили перейти на неприятельскую службу, но так как Шубин от этого отказался, то его приговорили к смерти и расстреляли за Свирскою церковью, по русским сведениям 24 октября, а по французским 5 ноября 1812 года. Место погребения его тела неизвестно».

Приговор исполнен согласно приводимому предписанию:
Предписание коменданту г. Смоленска.
Смоленск 5 ноября 1812 года.
Господин Комендант.
Называющий себя Семён Иванов Шубин, прежней службы майор российский, обличён уговаривающим солдат в армии французской переходить к казакам и старающийся возмутить крестьян — был осуждён сего утра на смерть особою комиссиею. Постарайтесь прискорить все приготовления нужные, чтобы сей суд был выполнен завтра по обыкновенному обряду из отрядов всякого корпуса, чтобы переведено на русский, и чтобы оно было сообщено властям окружным.
Имею честь засвидетельствовать Вам мои поздравления,
Подписано: генерал Шеллиль.

Это событие упоминается, в частности, в письме от 11 декабря Н. А. Мурзакевич — Е. А. Энгельгардт
После него осталась вдова Мария и мать Христина Константиновна Шубины с двумя дочерьми, Агафьей и Татьяной, живших в крайней бедности. Из капитала призрения разорённых от неприятеля им было выдано пособие: жене 1,000 рублей и матери с сестрами 1,200 рублей.

### Память
7 марта 1813 года губернский предводитель дворянства Сергей Иванович Лесли обратился ко всем уездным предводителям с предложением устроить подписку на памятник Шубину и его соотечественнику П. И. Энгельгардту. По представлении Государю Александру I о верноподданнических поступках Шубина и Энгельгардта, было повелено собрать точные справки о их имущественном и семейном положении для награждения оставшихся после них близких. Вдове Шубина императорским указом пожалована пожизненная пенсия по 10,000 рублей в год, матери по 6,000 рублей и сестрам девицам Агафье и Татьяне по 3,000 рублей в год каждой.
В 1835 году по повелению Николая I на том месте, где был убит Энгельгардт, поставлен чугунный памятник с надписью: «Подполковнику Павлу Ивановичу Энгельгардту, умершему в 1812 году за верность и любовь к отечеству». Памятник этот очень простой в виде усечённой пирамиды около двух с половиною аршин высоты и в настоящее время стоит на базарной Молоховской площади, так как ров засыпан землёю в уровень с площадью. В 1886 г. при планировке местности вокруг памятника Энгельгардту надпись была дополнена словами:

«Коллежскому Асессору Шубину, умершему в 1812 году за верность и любовь к царю и отечеству».

После Октябрьской революции памятник Энгельгардту и Шубину был демонтирован. Дальнейшая его судьба неизвестна. В настоящее время недалеко от места, где стоял памятник, на доме № 2 по улице Дзержинского установлена мемориальная доска в память Энгельгардта.